# Тодорова, Паунка
Паунка Тодорова (род. 26 января, 1930, Вылчи-Дол) — болгарская шахматистка. Двукратная победительница чемпионата Болгарии по шахматам среди женщин (1955, 1964). Участница турнира претенденток (1959) в Пловдиве.

## Биография
С середины 1950-х и до конца 1960-х годов Паунка Тодорова была одной из ведущих болгарских шахматисток. Она выиграла в чемпионатах Болгарии по шахматам среди женщин шесть медалей: две золотые (1955, 1964), серебро (1970) и три бронзовые (1951, 1952, 1954). В 1958 году Паунка Тодорова заняла 3-е место на международном женском шахматном турнире в Бела-Цркве. В 1959 году она принимала участие в турнире претенденток по шахматам в Пловдиве и заняла 14-е место. Представляла команду Болгарии на шахматной олимпиаде в 1963 году в Сплите.
В 1978 году прекратила свою шахматную карьеру.